# Grevenbicht
Grevenbicht, en limbourgeois Beeg, est un village néerlandais situé dans la commune de Sittard-Geleen, dans la province du Limbourg néerlandais. Le 1er janvier 2006, le village comptait 2 500 habitants.

## Histoire
Grevenbicht a été une commune indépendante jusqu'au 1er janvier 1982. La commune fut alors supprimée et rattachée à Born.